# Lophocampa modesta
Lophocampa modesta là một loài bướm đêm thuộc phân họ Arctiinae, họ Erebidae.